# Парусная яхта на подводных крыльях

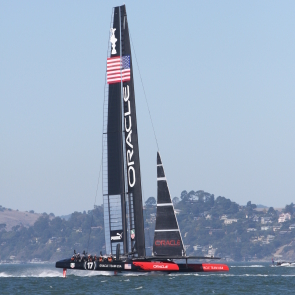
Катамаран на подводных крыльях.

Парусная яхта на подводных крыльях — скоростное парусное судно с расположенным под корпусом подводным крылом. По мере разгона, возрастает подъёмная сила крыла и судно, опираясь на него, поднимает корпус над водой, в результате резко падает лобовое сопротивление и растёт скорость. Может разгоняться до скоростей в 2 раза превышающих скорость ветра. На 2022 год это самый быстрый тип парусных судов.
Существуют однокорпусные и многокорпусные парусники на подводных крыльях, последние обычно катамараны и тримараны, которые обладают большей остойчивостью.

## Типовые конфигурации
Многокорпусные парусники могут использовать три подводных крыла: два главных передних поднимают судно над водой, а третье, хвостовое, регулирует скорость и высоту. На катамаранах может стоять только одно главное крыло, расположенное вблизи центра тяжести.
Однокорпусные суда могут использовать «лестничную» схему крыльев с расположением плоскостей под углом 50°. Одной из первых подобная схема была использована на парусной яхте Monitor в 1957 году. Она предполагает максимальную подъёмную площадь на малых скоростях и меньшую на больших.

## Классы судов

### Катамараны

#### Накра 17
Класс Накра 17 принимал участие в Олимпиаде 2016 года, однако мог использовать эффект крыльев лишь при благоприятном стечении обстоятельств. Начиная с чемпионатов 2017 года началось полноценное использование подводных крыльев. Яхты соревновались на Олимпийских играх в Токио в 2021 году.

#### Накра 20
Разновидность класса Накра с крыльями из углепластика.

### Тримараны

#### WindRider Rave
Презентация этого класса судов состоялась  в 1998 году фирмой WindRider LLC. Рассчитанное на двух человек, судно способно подняться над водой при ветре всего в 12-13 узлов (6-7 м/с).

### Парусные доски
- IQFoil

## Экспериментальные разработки

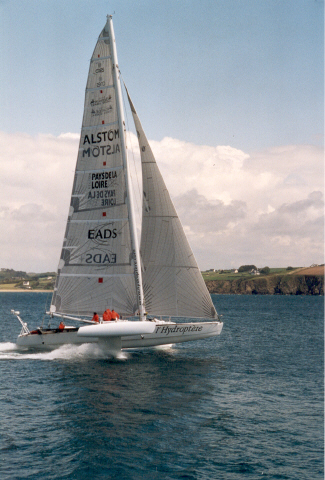
Тримаран L’hydroptère (Франция).

- Французское судно Hydroptère установило ряд рекордов скорости. Судно достигло скорости 47.6 узлов в 2008 году.[4] А 4 сентября 2009 года удерживало скорость 51.36 узлов в течение 500 метров[5].
- 18 ноября 2012 года рекорд скорости установила специально построенная для этого глиссирующая лодка Vestas Sailrocket с суперкавитирующим швертом, а 24 ноября побила и его с результатом 65.45 узлов. На 2022 год это рекорд скорости парусных судов.
- В середине 60-х в СССР в Горьком при ЦКБ Алексеева была построена первая советская яхта на подводных крыльях «Андромеда»[6][7].